# Рози (река)
Рози (англ. Rosie), или Рози-Крик, — река на северо-востоке Северной территории Австралии, впадает в залив Карпентария.

## Описание
Исток реки Рози расположен на северном конце хребта Тавалла. Река течёт на восток через необитаемую равнину, а затем впадает в залив Карпентария. Длина реки составляет около 88,3 км. Лиман в устье реки занимает площадь 7,04 км² и находится в почти нетронутом состоянии. Дельта реки разделена на многочисленные каналы, её площадь составляет 25,4 га, покрытых мангровыми зарослями.
Водосбор занимает площадь 5044 км² и расположен между водосбором реки Лиммен-Байт на севере и востоке и водосбором реки Макартур на юге. Годовой сток реки составляет 0,54 км³ в год.
Притоки реки: ручьи Литл-Рози, Джампап-Крик, Буффало-Крик и Варрамана-Крик.